# 黎真宗
黎真宗（れいしんそう、レ・チャントン、ベトナム語：Lê Chân Tông / 黎眞宗）は、後黎朝大越中興期の第19代皇帝。名は黎 維祐（レ・ズイ・フー、ベトナム語：Lê Duy Hựu / 黎維祐）、または黎 維禔（レ・ズイ・デ、ベトナム語：Lê Duy Đề / 黎維禔）とも。

## 生涯
神宗の長男。陽和9年（1643年）10月、清都王鄭梉から脅迫を受けた父帝より譲位されて14歳で即位した。鄭梉の娘（神宗の皇后妙垣の妹）を皇后とした。
福泰3年（1645年）、西国公鄭柞に国政が任されたことに反発してその弟の扶郡公鄭櫟と華郡公鄭梣が反乱を起こしたが、鎮圧された。福泰6年（1648年）、鄭梉は広南の仁郡公阮福瀾を討つべく御林軍を南下させたが、長育塁で阻まれて大敗を喫した。
福泰7年8月26日（1649年10月2日）に崩御。子がなかったため、太上皇であった神宗が復位した。